# Biserica reformată din Cehu Silvaniei
Biserica reformată din Cehu Silvaniei este un monument istoric aflat pe teritoriul orașului Cehu Silvaniei. În Repertoriul Arheologic Național, monumentul apare cu codul 139759.01.